# Eliminatórias do Campeonato do Mundo de Râguebi de 2023 – Europa
A fase europeia de qualificação para o Campeonato do Mundo de râguebi começou em março de 2021. Seis equipas competem por duas vagas de qualificação direta para o torneio principal e por uma vaga no Torneio de Qualificação Final.

## Formato
O Torneio Europeu das Nações, regulado pela Rugby Europe, é o torneio de qualificação regional para o Campeonado do Mundo de Râguebi de 2023, que irá ocorrer na França. O vencedor e o segundo classificado do ciclo de dois anos qualificam-se automaticamente para o torneio como Europa 1 e Europa 2, respectivamente, enquanto que uma terceira equipa qualifica-se para o torneio de qualificação final como Europa 3.

## Participantes
Seis equipas competem durante as eliminatórias europeias para o Campeonato do Mundo de Râguebi de 2023. Os rankings mundiais das equipas são anteriores aos primeiros jogos da qualificação europeia, que começou a 6 de março.
| Nação         | Ranking | Primeiro Jogo       | Estado da qualificação                                           |
| ------------- | ------- | ------------------- | ---------------------------------------------------------------- |
| Inglaterra    | 3       | N / D               | Qualificada entre as primeiras 12 do Campeonato do Mundo de 2019 |
| França        | 4       | N / D               | Qualificada como anfitriã                                        |
| Geórgia       | 12      | 6 de março de 2021  |                                                                  |
| Irlanda       | 6       | N / D               | Qualificada entre as primeiras 12 do Campeonato do Mundo de 2019 |
| Itália        | 14      | N / D               | Qualificada entre as primeiras 12 do Campeonato do Mundo de 2019 |
| Países Baixos | 24      | 26 de junho de 2021 |                                                                  |
| Portugal      | 20      | 6 de março de 2021  |                                                                  |
| Roménia       | 19      | 6 de março de 2021  |                                                                  |
| Rússia        | 21      | 6 de março de 2021  |                                                                  |
| Escócia       | 8       | N / D               | Qualificada entre as primeiras 12 do Campeonato do Mundo de 2019 |
| Espanha       | 17      | 14 de março de 2021 |                                                                  |
| País de Gales | 7       | N / D               | Qualificada entre as primeiras 12 do Campeonato do Mundo de 2019 |

## Campeonato Europeu de Râguebi

### Tabela
Para a qualificação das equipas europeias, consideram-se os resultados num agregado de dois anos, correspondendo às temporadas de 2021 e de 2022; as equipas campeã e vice-campeã qualificam-se automaticamente para o torneio pelas vagas Europa 1 e Europa 2, enqaunto que a equipa em terceiro lugar com a vaga Europa 3, qualifica-se para disputar o torneio de qualificação final.
| Pos. | Equipa        | Jogos | Jogos    | Jogos   | Jogos    | Pontos  | Pontos | Pontos | Ensaio  | Ensaio | Ensaio | Ensaio (Bónus) | Derrota (Bónus) | Grand Slam (Bónus) | Pontos na tabela |
| Pos. | Equipa        | Jogos | Vitórias | Empates | Derrotas | A favor | Contra | Dif.   | A favor | Contra | Dif.   | Ensaio (Bónus) | Derrota (Bónus) | Grand Slam (Bónus) | Pontos na tabela |
| --- | ------------- | ----- | -------- | ------- | -------- | ------- | ------ | ------ | ------- | ------ | ------ | -------------- | --------------- | ------------------ | ---------------- |
| 1 | Geórgia       | 5     | 5        | 0       | 0        | 153     | 73     | +80    | 22      | 6      | +16    | 3              | 0               | 1                  | 23               |
| 2 | Portugal      | 4     | 2        | 0       | 2        | 147     | 113    | +34    | 19      | 16     | +3     | 2              | 1               | 0                  | 10               |
| 3 | Roménia       | 4     | 2        | 0       | 2        | 80      | 89     | -9     | 8       | 7      | +1     | 0              | 1               | 0                  | 9                |
| 4 | Rússia        | 2     | 1        | 0       | 1        | 24      | 36     | -12    | 0       | 4      | -4     | 0              | 0               | 0                  | 4                |
| 5 | Espanha       | 3     | 0        | 0       | 3        | 64      | 90     | -26    | 6       | 11     | -5     | 0              | 2               | 0                  | 2                |
| 6 | Países Baixos | 2     | 0        | 0       | 2        | 43      | 109    | -66    | 6       | 17     | -11    | 0              | 0               | 0                  | 0                |
| Fonte - Os pontos foram atribuídos às equipas da seguinte forma: Vitória - 4 pontos \| Empate - 2 pontos \| Pelo menos 3 ensaios a mais que o adversário - 1 ponto \| Perda por menos de 7 pontos - 1 ponto \| Perda superior a 7 pontos - 0 pontos \| Concluindo um Grand Slam - 1 ponto |               |       |          |         |          |         |        |        |         |        |        |                |                 |                    |                  |